# Доманин, Александр Фёдорович
Алекса́ндр Фёдорович Дома́нин (1923—2009) — председатель колхоза имени В. И. Ленина (Вурнарский район, Чувашская АССР) в 1961—1976 годах, Герой Социалистического Труда (1950).

## Биография
Родился 5 ноября 1923 года в деревне Кольцовка Тойсинской волости Ядринского уезда Чувашской автономной области. Окончил 8 классов школы.
В армии с 1941 года. В 1942 году окончил курсы младших лейтенантов.
Участник Великой Отечественной войны: с мая 1942 — командир взвода 45-мм орудий 153-го стрелкового полка. Воевал на Волховском, Ленинградском и 1-м Украинском фронтах. Участвовал в обороне и прорыве блокады Ленинграда, Ленинградско-Новгородской, Висло-Одерской, Нижнесилезской, Верхнесилезской и Пражской операциях. В боях был дважды ранен — в сентябре 1942 года и январе 1943 года.
С 1945 года лейтенант А. Ф. Доманин — в запасе. Вернулся в родную деревню.
Работал бригадиром полеводческой бригады и заведующим животноводческими фермами в колхозе имени И. В. Сталина (с 1961 года — имени В. И. Ленина) Вурнарского района Чувашской АССР.
За получение высокого урожая сельскохозяйственных культур Указом Президиума Верховного Совета СССР от 13 июля 1950 года Доманину Александру Фёдоровичу присвоено звание Героя Социалистического Труда с вручением ордена Ленина и золотой медали «Серп и Молот».
Летом 1961 года, после смерти дважды Героя Социалистического Труда С. К. Короткова, был избран председателем колхоза имени В. И. Ленина. Проработал на этой должности до 1976 года.
Депутат Верховного Совета СССР 6-го созыва (в 1962—1966 годах), депутат Верховного Совета Чувашской АССР 5 и 7-9-го созывов (в 1959—1963 и 1967—1980 годах).
Жил в деревне Кольцовка Вурнарского района (Чувашия), в последние годы жизни — в городе Чебоксары. Умер 25 июня 2009 года.

## Награды и звания
- Герой Социалистического Труда (13.07.1950)
- 5 орденов Ленина (13.07.1950; 04.07.1951; 04.08.1952; 23.06.1966; 11.12.1973)
- орден Октябрьской Революции (08.04.1971)
- орден Александра Невского (02.09.1944)
- орден Отечественной войны 1-й степени (11.03.1985)
- 2 ордена Трудового Красного Знамени (19.03.1948; 05.05.1949)
- орден Красной Звезды (05.05.1943)
- медали:
  - Медаль «За оборону Ленинграда»;
- Почётный гражданин Вурнарского района (2006)